# Caroline Dessaulles-Béique
Pour les articles homonymes, voir Dessaulles et Béique.
Caroline Dessaulles-Béique est une militante sociale et féministe née le 13 octobre 1852 à Saint-Hyacinthe au Québec (alors colonie de l'Empire britannique) et morte le 8 août 1946 à Montréal. Elle a participé à la fondation de la Fédération nationale Saint-Jean-Baptiste (FNSJP) avec Marie Gérin-Lajoie.

## Biographie
Caroline Dessaulles-Béique naît à Saint-Hyacinthe le 13 octobre 1852. Elle est la fille unique de Louis-Antoine Dessaulles et de Catherine-Zéphirine Thompson. Elle épouse Frédéric-Liguori Béique, à Montréal le 15 avril 1875 ; ils ont ensemble six enfants.
Elle est présidente fondatrice de l'École ménagère provinciale en 1904 et elle est cofondatrice, avec Marie Gérin-Lajoie, de la Fédération nationale Saint-Jean-Baptiste (FNSJP) en 1907. 
Elle meurt à l'Hôtel-Dieu de Montréal le 8 août 1946.